# African Express Airways
African Express Airways ist eine kenianische Fluggesellschaft mit Sitz in Nairobi und Basis auf dem Flughafen Jomo Kenyatta International.

## Geschichte
African Express Airways wurde 1986 gegründet und befindet sich in Privatbesitz. Sie ist somit die größte und älteste in Privatbesitz befindliche Fluggesellschaft mit Basis am Flughafen Jomo Kenyatta International.

## Flugziele
African Express Airways bedient von Nairobi aus einige kenianischen Städte sowie verschiedene internationale Ziele innerhalb Afrikas und im Nahen Osten.

## Flotte

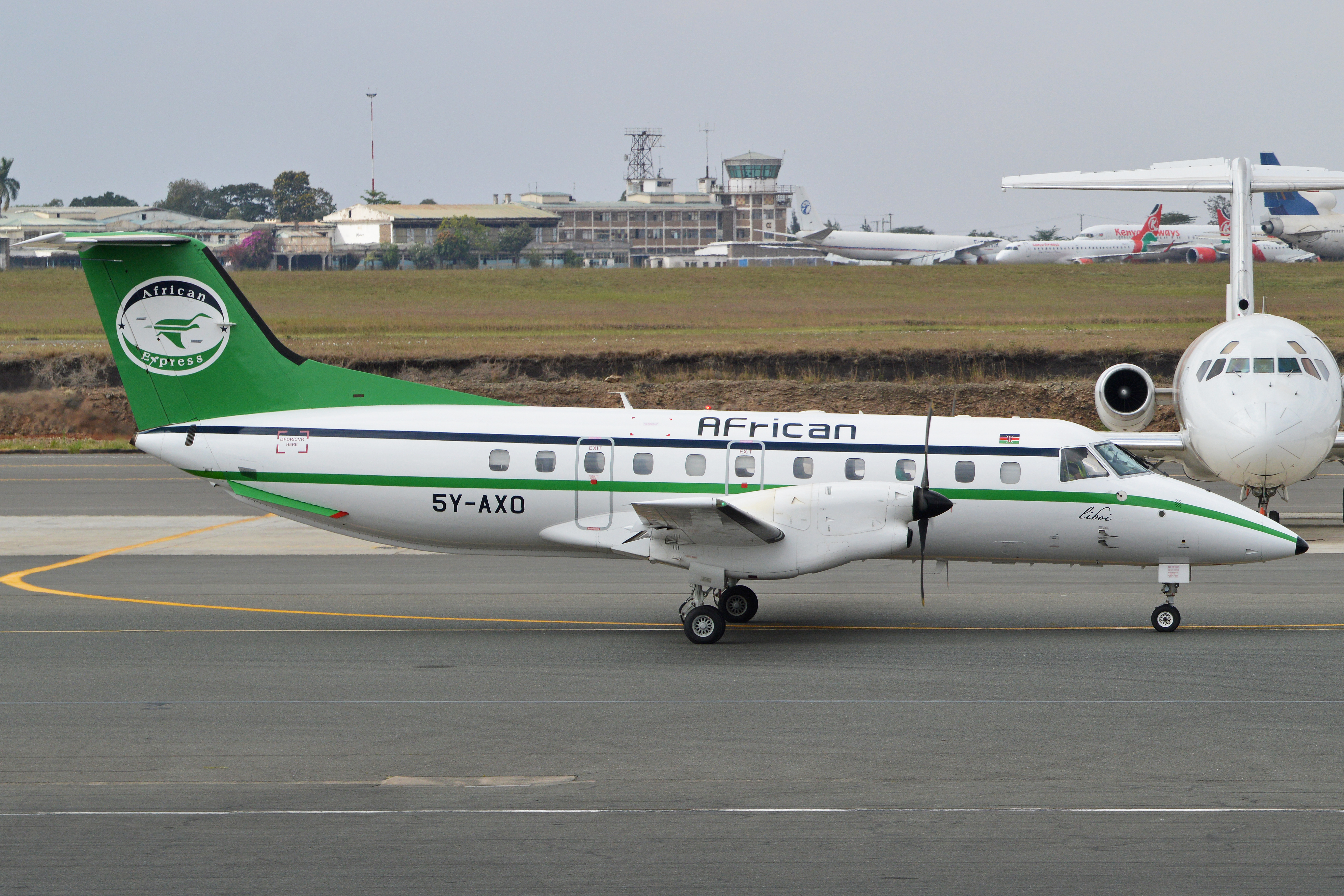
Embraer EMB 120 der African Express Airways

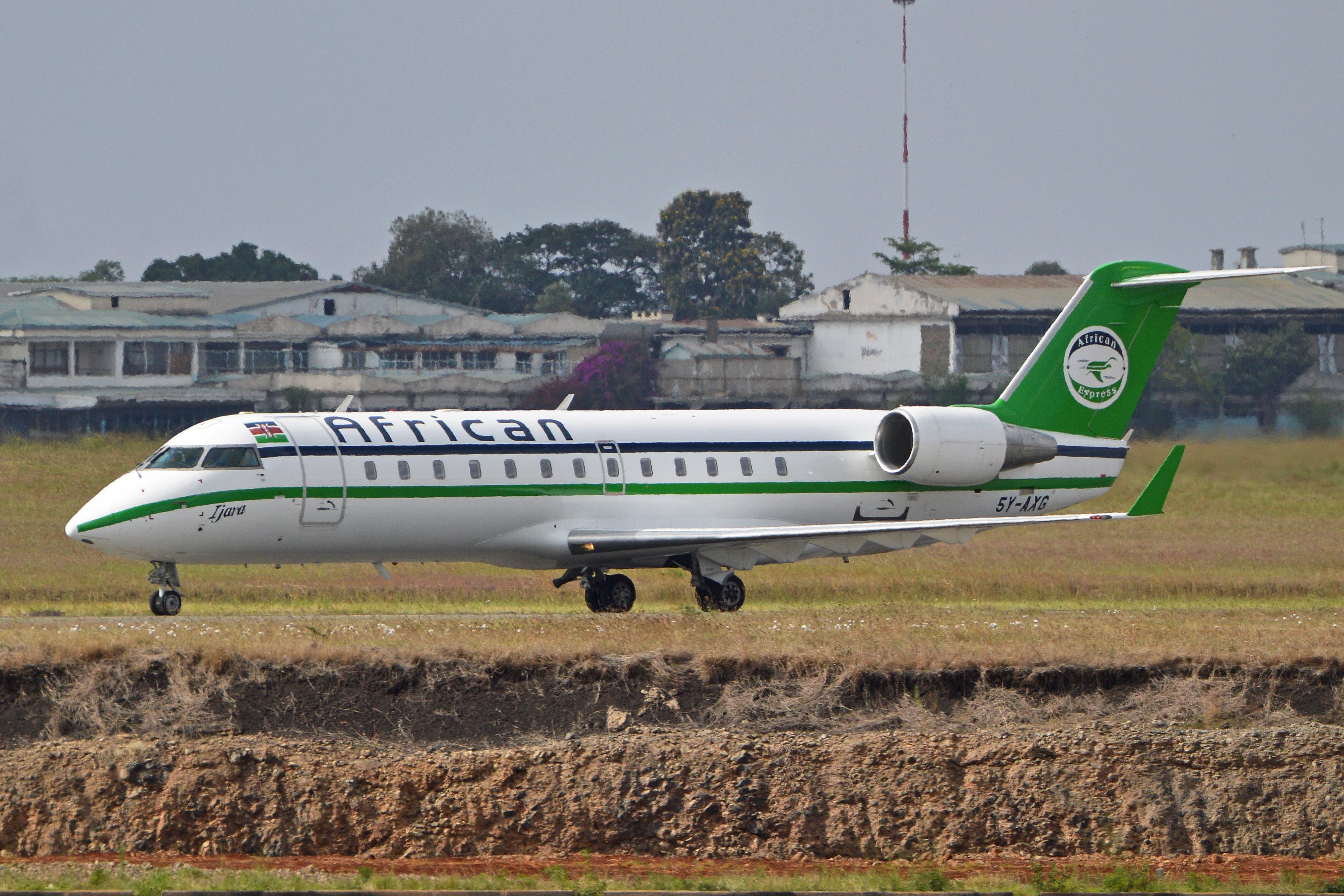
Bombardier CRJ200 der African Express Airways

Mit Stand Februar 2024 besteht die Flotte der African Express Airways aus fünf Flugzeugen mit einem Durchschnittsalter von 41,7 Jahren:
| Flugzeugtyp             | aktiv | bestellt | Anmerkungen                                                                                                 |
| ----------------------- | ----- | -------- | --- |
| Bombardier CRJ200       | 1     |          | |
| Douglas DC-9-32         | 2     |          | älteste Maschine der Flotte (Bj. 1968) und eine der letzten weltweit aktiven Passagiermaschinen dieses Typs |
| McDonnell Douglas MD-82 | 1     |          | eine inaktiv                                                                                                |
| Gesamt                  | 4     | –        | |

### Ehemalige Flotte
- Embraer EMB 120

## Zwischenfälle
- Am 4. Mai 2020 wurde eine Embraer EMB 120 auf dem Weg von Baidoa nach Bardale von äthiopischem Militär abgeschossen, nachdem das Flugzeug durchgestartet war und die Soldaten einen Angriff auf ein naheliegendes Militärlager vermuteten (siehe auch African-Express-Airways-Flug 711).[5]